# Spanische Badminton-Mannschaftsmeisterschaft 2012/13
Die Spanische Badminton-Mannschaftsmeisterschaft 2012/13 war die 27. Auflage der Teamtitelkämpfe in Spanien. Sie startete am 15. September 2012 und endete am 13. April 2013. Meister wurde Recreativo de Huelva-IES La Orden.

## Teilnehmende Mannschaften
| Mannschaft              | Stadt                 |
| ----------------------- | --------------------- |
| CB IES La Orden         | Huelva                |
| CB Rinconada            | La Rinconada          |
| CB Benalmádena          | Benalmádena           |
| CB Paracuellos Torrejón | Paracuellos de Jarama |
| CB Triana               | Sevilla               |
| Bádminton Aldapeta      | San Sebastián         |
| CB Xátiva               | Xàtiva                |
| CB Alicante             | Alicante              |
| CB Oviedo               | Oviedo                |
| Ibiza BC                | Ibiza                 |
| Bantierra Huesca        | Huesca                |
| CB Pitiús               | Ibiza                 |

## Vorrunde

### Gruppe A
| # | Team               | S  | G  | V | PG | PV | PT |
| - | ------------------ | -- | -- | - | -- | -- | -- |
| 1 | CB IES La Orden    | 10 | 10 | 0 | 60 | 10 | 30 |
| 2 | CB Benalmádena     | 10 | 8  | 2 | 47 | 23 | 24 |
| 3 | Bádminton Aldapeta | 10 | 4  | 6 | 31 | 39 | 12 |
| 4 | CB Alicante        | 10 | 3  | 7 | 29 | 41 | 9  |
| 5 | Ibiza BC           | 10 | 3  | 7 | 26 | 44 | 9  |
| 6 | Bantierra Huesca   | 10 | 2  | 8 | 17 | 53 | 6  |

### Gruppe B
| # | Team                    | S  | G  | V | PG | PV | PT |
| - | ----------------------- | -- | -- | - | -- | -- | -- |
| 1 | CB Rinconada            | 10 | 10 | 0 | 53 | 17 | 30 |
| 2 | CB Paracuellos Torrejón | 10 | 6  | 4 | 37 | 33 | 18 |
| 3 | CB Triana               | 10 | 5  | 5 | 27 | 43 | 15 |
| 4 | CB Xátiva               | 10 | 4  | 6 | 35 | 35 | 12 |
| 5 | CB Oviedo               | 10 | 4  | 6 | 34 | 36 | 12 |
| 6 | CB Pitiús               | 10 | 1  | 9 | 24 | 46 | 3  |

### Viertelfinale
| Heim               | Ergebnis | Gast                    | Hin | Rück |
| ------------------ | -------- | ----------------------- | --- | ---- |
| CB Triana          | 2-12     | CB Benalmádena          | 1-6 | 1-6  |
| Bádminton Aldapeta | 6-8      | CB Paracuellos Torrejón | 4-3 | 2-5  |

### Halbfinale
| Team 1                  | Ergebnis | Team 2          | Hin | Rück |
| ----------------------- | -------- | --------------- | --- | ---- |
| CB Paracuellos Torrejón | 1-13     | CB IES La Orden | 1-6 | 0-7  |
| CB Benalmádena          | 5-9      | CB Rinconada    | 3-4 | 2-5  |

### Finale

#### Hinspiel
| CB Rinconada                   | CB IES La Orden              | Disziplin | 1. Satz | 2. Satz | 3. Satz | Resultat |
| ------------------------------ | ---------------------------- | --------- | ------- | ------- | ------- | -------- |
| Stenny Kusuma/Meisy Jolly      | Pablo Abián/Haideé Ojeda     | MX        | 21-18   | 12-21   | 12-21   | 1-2      |
| Carlos Longo/Ernesto Velázquez | Hendry Winarto/Eliecer Ojeda | HD        | 22-20   | 21-16   | –       | 2-0      |
| Meisy Jolly/Laura Molina       | Haideé Ojeda/Noelia Jiménez  | DD        | 21-18   | 17-21   | 19-21   | 1-2      |
| Stenny Kusuma                  | Pablo Abián                  | HE        | 10-21   | 21-23   | –       | 0-2      |
| Marta Calleja                  | Mariya Ulitina               | DE        | 9-21    | 6-21    | –       | 0-2      |
| Ernesto Velázquez              | Hendry Winarto               | HE        | 21-8    | 18-21   | 21-14   | 2-1      |
| Laura Molina                   | Noelia Jiménez               | DE        | 21-16   | 21-15   | –       | 2-0      |

#### Rückspiel
| CB IES La Orden              | CB Rinconada                   | Disziplin | 1. Satz | 2. Satz | 3. Satz | Resultat |
| ---------------------------- | ------------------------------ | --------- | ------- | ------- | ------- | -------- |
| Pablo Abián/Haideé Ojeda     | Stenny Kusuma/Meisy Jolly      | MX        | 21-17   | 21-12   | –       | 2-0      |
| Hendry Winarto/Eliecer Ojeda | Carlos Longo/Ernesto Velázquez | HD        | 21-8    | 14-21   | 17-21   | 1-2      |
| Haideé Ojeda/Noelia Jiménez  | Meisy Jolly/Laura Molina       | DD        | 21-17   | 21-9    | –       | 2-0      |
| Pablo Abián                  | Ernesto Velázquez              | HE        | 21-18   | 21-16   | –       | 2-0      |
| Noelia Jiménez               | Marta Calleja                  | DE        | 21-11   | 21-5    | –       | 2-0      |